# Azorella pulvinata
Azorella pulvinata är en flockblommig växtart som beskrevs av Hugh Algernon Weddell. Azorella pulvinata ingår i släktet Azorella och familjen flockblommiga växter. Inga underarter finns listade i Catalogue of Life.